# Breepark
Breepark is een evenementen- en vrijetijdsgebied van 43 hectare aan de uiterste oostkant van Breda, op grondgebied van het dorp Bavel (gemeente Breda). Breepark werd geopend in 2017. Op Breepark staat de gelijknamige evenementenhal met een zaaloppervlak van 8.300 m² en ruimte voor 13.000 bezoekers. Verder zijn er congres- en feestzalen met een capaciteit tot 1000 personen. Breepark huisvest ook een restaurant en een bioscoop van de Belgische keten Kinepolis en een grote vestiging van Decathlon. In dit gebied ligt een festivalterrein van ca. 2,5 ha. Breepark ligt tegen de “Bavelse Berg”, een voormalige vuilstortplaats.

## Gebruik
In de evenementenhal vinden beurzen plaats zoals de kunstbeurs Art Breda en de Trouwbeurs. Evenementen zijn concerten als concerten van o.a. K3, shows van Hans Klok, De Helden van Oranje, maar ook dancefeesten zoals Tiesto Presents Clublife en Radical Redemption. Daarnaast wordt Breepark gebruikt voor evenementen als het 'Avans Congres van de Digitale Communicatie' en het HBO Introfeest.
De hal is beschikbaar voor televisieopnames. In 2018 werd Big Bounce – Die Trampolin Show van RTL Television opgenomen in de hal. In 2021 werd de Dansmarathon van SBS6 er opgenomen.
De Breepark accommodaties waren een beoogde locatie voor het Eurovisiesongfestival 2020. Het stadsbestuur trok zich echter terug, omdat het evenement maar zelden de kosten terugverdient.